# Sportverein Stuttgarter Kickers 1981-1982
Questa voce raccoglie le informazioni riguardanti lo Sportverein Stuttgarter Kickers nelle competizioni ufficiali della stagione 1981-1982.

## Stagione
Nella stagione 1981-1982 il Stuttgarter Kickers, allenato da Slobodan Čendić, concluse il campionato di 2. Bundesliga al 7º posto. In Coppa di Germania il Stuttgarter Kickers fu eliminato al primo turno dall'Amburgo.

## Rosa
| N. |                     | Ruolo | Calciatore        |
| -- | ------------------- | ----- | ----------------- |
|    | Germania (bandiera) | P     | Werner Vollack    |
|    | Germania (bandiera) | D     | Rainer Ackermann  |
|    | Germania (bandiera) | D     | Thomas Albeck     |
|    | Germania (bandiera) | D     | Guido Buchwald    |
|    | Germania (bandiera) | D     | Dieter Dollmann   |
|    | Germania (bandiera) | D     | Dieter Finke      |
|    | Germania (bandiera) | D     | Joachim Müller    |
|    | Germania (bandiera) | D     | Friedhelm Sturm   |
|    | Germania (bandiera) | D     | Hans-Jürgen Voise |
|    | Germania (bandiera) | C     | Reiner Alhaus     |
|    | Germania (bandiera) | C     | Wolfgang Dienelt  |

| N. |                     | Ruolo | Calciatore           |
| -- | ------------------- | ----- | -------------------- |
|    | Germania (bandiera) | C     | Horst Hayer          |
|    | Serbia (bandiera)   | C     | Milomir Jakovljević  |
|    | Germania (bandiera) | C     | Eckehard Müller      |
|    | Germania (bandiera) | A     | Uwe Dreher           |
|    | Germania (bandiera) | A     | Jürgen Klinsmann     |
|    | Germania (bandiera) | A     | Andreas Merkle       |
|    | Germania (bandiera) | A     | Werner Nickel        |
|    | Germania (bandiera) | A     | Alfred Steinkirchner |
|    | Germania (bandiera) | A     | Siegfried Susser     |
|    | Germania (bandiera) | A     | Klaus Täuber         |
|    | Serbia (bandiera)   | A     | Josip Turcik         |

## Organigramma societario
Area tecnica
- Allenatore: Slobodan Čendić
- Allenatore in seconda:
- Preparatore dei portieri:
- Preparatori atletici:

## Calciomercato

### Sessione estiva
| Acquisti | Acquisti            | Acquisti                | Acquisti |
| R.       | Nome                | da                      | Modalità |
| -------- | ------------------- | ----------------------- | -------- |
| D        | Thomas Albeck       | Kickers Stoccarda II    |          |
| D        | Dieter Finke        | Sportfreunde Eisbachtal |          |
| C        | Milomir Jakovljević | Napredak Kruševac       |          |
| D        | Friedhelm Sturm     | VfB Eppingen            |          |

| Cessioni | Cessioni          | Cessioni     | Cessioni |
| R.       | Nome              | a            | Modalità |
| -------- | ----------------- | ------------ | -------- |
| C        | Toni Kurbos       | Tongeren     |          |
| A        | Wilhelm Reisinger | Malines      |          |
| D        | Dieter Renner     | Göppinger SV |          |
| D        | Peter Stichler    | Schalke 04   |          |

### Sessione invernale
| Acquisti | Acquisti | Acquisti | Acquisti |
| R.       | Nome     | da       | Modalità |
| -------- | -------- | -------- | -------- |

| Cessioni | Cessioni | Cessioni | Cessioni |
| R.       | Nome     | a        | Modalità |
| -------- | -------- | -------- | -------- |

## Risultati

### 2. Bundesliga

#### Girone di andata
| Arbitro: | Linn |

|              |           |                   |
| Schipper 14’ | Marcatori | 79’ Steinkirchner |

| Arbitro: | Schmidhuber |

|                 |           |  |
| Täuber 62’, 86’ | Marcatori |  |

| Arbitro: | Neuner |

|                                         |           |            |
| Scheler 21’ Tönnies 70’ (rig.) Horn 90’ | Marcatori | 16’ Täuber |

| Arbitro: | Sahner |

|                                       |           |                     |
| Dreher 15’ Schatzschneider 29’ (aut.) | Marcatori | 19’ Schatzschneider |

| Arbitro: | Hellwig |

|             |           |                                         |
| Nathmann 7’ | Marcatori | 52’ Steinkirchner 70’ Susser 76’ Merkle |

| Arbitro: | Niebergall |

|                                   |           |               |
| Täuber 30’ Buchwald 74’ Voise 90’ | Marcatori | 57’ Schneider |

| Arbitro: | Heitmann |

|                                                 |           |                   |
| Remark 4’, 23’ Killmaier 55’ Quasten 67’ (rig.) | Marcatori | 15’ Steinkirchner |

| Arbitro: | Jupe |

|                              |           |                        |
| Steinkirchner 19’ Täuber 69’ | Marcatori | 33’ Mödrath 70’ Linßen |

| Arbitro: | Barnick |

|                   |           |              |
| Piller 60’ (rig.) | Marcatori | 82’ Buchwald |

| Arbitro: | Messmer |

|                   |           |                            |
| Dreher 67’ (rig.) | Marcatori | 22’, 80’ Hampl 56’ Pallaks |

| Arbitro: | Dellwing |

|                 |           |  |
| Grillemeier 26’ | Marcatori |  |

| Arbitro: | Klauser |

|  |           |                                   |
|  | Marcatori | 7’ Bittcher 8’ Tüfekçi 72’ Thiele |

| Arbitro: | Eli |

|                                                                            |           |                |
| Dreher 27’ Täuber 49’, 56’, 75’ (rig.) Merkle 81’ Steinkirchner 88’ (rig.) | Marcatori | 67’ Buttgereit |

| Arbitro: | Meijerink |

|            |           |  |
| Kunkel 38’ | Marcatori |  |

| Arbitro: | Möller |

|                                |           |  |
| Buchwald 76’ Steinkirchner 88’ | Marcatori |  |

| Arbitro: | Hellwig |

|                                         |           |            |
| Völler 16’, 56’ Waas 41’, 81’ Sidka 47’ | Marcatori | 52’ Müller |

| Arbitro: | Assenmacher |

|                                                         |           |                           |
| Dreher 28’, 59’ Müller 29’ Täuber 64’ Steinkirchner 81’ | Marcatori | 7’ Loges 11’, 70’ Lehmann |

| Arbitro: | Föckler |

|                                     |           |                                               |
| Wolf 10’ Diekmann 60’, 86’ Lenz 87’ | Marcatori | 27’ Buchwald 56’ Susser 62’ Merkle 65’ Täuber |

| Arbitro: | Messmer |

|                           |           |             |
| Täuber 9’ Turcik 51’, 69’ | Marcatori | 48’ Schwehr |

#### Girone di ritorno
| Arbitro: | Glaw |

|                                  |           |  |
| Nickel 22’ Turcik 78’ Täuber 83’ | Marcatori |  |

| Arbitro: | Kautschor |

|                                             |           |                        |
| Walter 2’ Schlindwein 53’ Sebert 77’ (rig.) | Marcatori | 3’ Nickel 79’ Buchwald |

| Arbitro: | Reichmann |

|            |           |  |
| Täuber 26’ | Marcatori |  |

| Arbitro: | Wuttke |

|             |           |  |
| Neumann 85’ | Marcatori |  |

| Arbitro: | Wahmann |

|                        |           |                 |
| Nickel 65’ (rig.), 71’ | Marcatori | 69’ Hönnscheidt |

| Arbitro: | Hontheim |

|                             |           |  |
| Müller 18’ (aut.) Weber 42’ | Marcatori |  |

| Arbitro: | Ahlenfelder |

|            |           |                                |
| Turcik 16’ | Marcatori | 61’ Remark 65’ (rig.) Wesseler |

| Arbitro: | Meijerink |

|               |           |            |
| Scheinert 14’ | Marcatori | 31’ Nickel |

| Arbitro: | Eschweiler |

|            |           |                     |
| Nickel 75’ | Marcatori | 88’ Benz 89’ Meisel |

| Arbitro: | Osmers |

|             |           |  |
| Pallaks 72’ | Marcatori |  |

| Arbitro: | Horeis |

|                                  |           |  |
| Finke 32’ Dreher 34’ Dienelt 68’ | Marcatori |  |

| Arbitro: | Niebergall |

|              |           |            |
| Bittcher 55’ | Marcatori | 61’ Susser |

| Krefeld 17 aprile 1982, ore 15:00 CEST 32ª giornata | Bayer Uerdingen | 0 – 0 referto | Kickers Stoccarda | Grotenburg Stadion (6 000 spett.)\| Arbitro: \| Barnick \| |
| Arbitro:                                            | Barnick         |               |                   |                                                            |

| Arbitro: | Roth |

|                                                                      |           |                    |
| Dreher 17’, 39’ Täuber 20’, 82’ Nickel 29’ (rig.), 63’ Klinsmann 84’ | Marcatori | 57’ (rig.) Reiners |

| Arbitro: | Theobald |

|                   |           |                                |
| Kutzop 12’ (rig.) | Marcatori | 7’ Voise 41’ Dreher 77’ Turcik |

| Arbitro: | Wahmann |

|                                       |           |            |
| Turcik 17’ Dreher 29’, 40’ Täuber 90’ | Marcatori | 55’ Völler |

| Arbitro: | Risse |

|  |           |                                         |
|  | Marcatori | 31’ Dreher 63’ Steinkirchner 72’ Turcik |

| Arbitro: | Brehm |

|                                         |           |            |
| Steinkirchner 31’ Dreher 71’ Susser 81’ | Marcatori | 61’ Krüger |

| Arbitro: | Klauser |

|               |           |                                  |
| Schneider 39’ | Marcatori | 28’ Täuber 54’ Nickel 74’ Turcik |

### Coppa di Germania
| Arbitro: | Hontheim |

|           |           |                                                     |
| Täuber 2’ | Marcatori | 16’ (aut.) Müller 32’, 68’, 73’ Hrubesch 66’ Magath |

## Statistiche

### Statistiche di squadra
| Competizione      | Punti | In casa | In casa | In casa | In casa | In casa | In casa | In trasferta | In trasferta | In trasferta | In trasferta | In trasferta | In trasferta | Totale | Totale | Totale | Totale | Totale | Totale | DR  |
| Competizione      | Punti | G       | V       | N       | P       | Gf      | Gs      | G            | V            | N            | P            | Gf           | Gs           | G      | V      | N      | P      | Gf     | Gs     | DR  |
| ----------------- | ----- | ------- | ------- | ------- | ------- | ------- | ------- | ------------ | ------------ | ------------ | ------------ | ------------ | ------------ | ------ | ------ | ------ | ------ | ------ | ------ | --- |
| 2. Bundesliga     | 43    | 19      | 14      | 1       | 4       | 51      | 23      | 19           | 4            | 6            | 9            | 25           | 32           | 38     | 18     | 7      | 13     | 76     | 55     | +21 |
| Coppa di Germania | -     | 1       | 0       | 0       | 1       | 1       | 5       | 0            | 0            | 0            | 0            | 0            | 0            | 1      | 0      | 0      | 1      | 1      | 5      | -4  |
| Totale            | 43    | 20      | 14      | 1       | 5       | 52      | 28      | 19           | 4            | 6            | 9            | 25           | 32           | 39     | 18     | 7      | 14     | 77     | 60     | +17 |

### Andamento in campionato
| Giornata  | 1 | 2 | 3  | 4 | 5 | 6 | 7 | 8 | 9 | 10 | 11 | 12 | 13 | 14 | 15 | 16 | 17 | 18 | 19 | 20 | 21 | 22 | 23 | 24 | 25 | 26 | 27 | 28 | 29 | 30 | 31 | 32 | 33 | 34 | 35 | 36 | 37 | 38 |
| --------- | - | - | -- | - | - | - | - | - | - | -- | -- | -- | -- | -- | -- | -- | -- | -- | -- | -- | -- | -- | -- | -- | -- | -- | -- | -- | -- | -- | -- | -- | -- | -- | -- | -- | -- | -- |
| Luogo     | T | C | T  | C | T | C | T | C | T | C  | T  | C  | C  | T  | C  | T  | C  | T  | C  | C  | T  | C  | T  | C  | T  | C  | T  | C  | T  | C  | T  | T  | C  | T  | C  | T  | C  | T  |
| Risultato | N | V | P  | V | V | V | P | N | N | P  | P  | P  | V  | P  | V  | P  | V  | N  | V  | V  | P  | V  | P  | V  | P  | P  | N  | P  | P  | V  | N  | N  | V  | V  | V  | V  | V  | V  |
| Posizione | 7 | 4 | 10 | 6 | 4 | 1 | 3 | 4 | 6 | 10 | 11 | 14 | 10 | 12 | 10 | 13 | 10 | 10 | 8  | 7  | 9  | 8  | 10 | 8  | 11 | 12 | 11 | 11 | 11 | 11 | 11 | 11 | 11 | 11 | 10 | 9  | 8  | 7  |

Legenda:

Luogo: C = Casa; T = Trasferta. Risultato: V = Vittoria; N = Pareggio; P = Sconfitta.

### Statistiche dei giocatori
| Giocatore        | 2. Bundesliga | 2. Bundesliga | 2. Bundesliga | 2. Bundesliga | Coppa di Germania | Coppa di Germania | Coppa di Germania | Coppa di Germania | Totale   | Totale | Totale      | Totale     |
| Giocatore        | Presenze      | Reti          | Ammonizioni   | Espulsioni    | Presenze          | Reti              | Ammonizioni       | Espulsioni        | Presenze | Reti   | Ammonizioni | Espulsioni |
| ---------------- | ------------- | ------------- | ------------- | ------------- | ----------------- | ----------------- | ----------------- | ----------------- | -------- | ------ | ----------- | ---------- |
| R. Ackermann     | 26            | 0             | 2             | 0             | 1                 | 0                 | 1                 | 0                 | 27       | 0      | 3           | 0          |
| T. Albeck        | 0             | 0             | 0             | 0             | 0                 | 0                 | 0                 | 0                 | 0        | 0      | 0           | 0          |
| R. Alhaus        | 1             | 0             | 0             | 0             | 0                 | 0                 | 0                 | 0                 | 1        | 0      | 0           | 0          |
| G. Buchwald      | 38            | 5             | 3             | 0             | 1                 | 0                 | 0                 | 0                 | 39       | 5      | 3           | 0          |
| W. Dienelt       | 13            | 1             | 0             | 0             | 0                 | 0                 | 0                 | 0                 | 13       | 1      | 0           | 0          |
| D. Dollmann      | 0             | 0             | 0             | 0             | 0                 | 0                 | 0                 | 0                 | 0        | 0      | 0           | 0          |
| U. Dreher        | 30            | 13            | 0             | 0             | 1                 | 0                 | 0                 | 0                 | 31       | 13     | 0           | 0          |
| D. Finke         | 33            | 1             | 2             | 0             | 1                 | 0                 | 0                 | 0                 | 34       | 1      | 2           | 0          |
| H. Hayer         | 4             | 0             | 2             | 0             | 0                 | 0                 | 0                 | 0                 | 4        | 0      | 2           | 0          |
| M. Jakovljević   | 24            | 0             | 2             | 0             | 0                 | 0                 | 0                 | 0                 | 24       | 0      | 2           | 0          |
| J. Klinsmann     | 6             | 1             | 0             | 0             | 0                 | 0                 | 0                 | 0                 | 6        | 1      | 0           | 0          |
| A. Merkle        | 17            | 3             | 0             | 0             | 1                 | 0                 | 0                 | 0                 | 18       | 3      | 0           | 0          |
| E. Müller        | 33            | 0             | 2             | 0             | 0                 | 0                 | 0                 | 0                 | 33       | 0      | 2           | 0          |
| J. Müller        | 27            | 2             | 7             | 0             | 1                 | 0                 | 0                 | 0                 | 28       | 2      | 7           | 0          |
| W. Nickel        | 21            | 9             | 1             | 0             | 0                 | 0                 | 0                 | 0                 | 21       | 9      | 1           | 0          |
| A. Steinkirchner | 32            | 9             | 3             | 0             | 1                 | 0                 | 0                 | 0                 | 33       | 9      | 3           | 0          |
| F. Sturm         | 13            | 0             | 3             | 0             | 1                 | 0                 | 0                 | 0                 | 14       | 0      | 3           | 0          |
| S. Susser        | 29            | 4             | 8             | 0             | 1                 | 0                 | 1                 | 0                 | 30       | 4      | 9           | 0          |
| J. Turcik        | 28            | 8             | 1             | 0             | 1                 | 0                 | 0                 | 0                 | 29       | 8      | 1           | 0          |
| K. Täuber        | 34            | 17            | 8             | 0             | 1                 | 1                 | 0                 | 0                 | 35       | 18     | 8           | 0          |
| H. Voise         | 32            | 2             | 3             | 0             | 1                 | 0                 | 1                 | 0                 | 33       | 2      | 4           | 0          |
| W. Vollack       | 38            | 0             | 1             | 0             | 1                 | 0                 | 0                 | 0                 | 39       | 0      | 1           | 0          |